# Elecciones al Parlamento Europeo de 2009 (Países Bajos)
En las elecciones al Parlamento Europeo de 2009 en los Países Bajos, celebradas en el 4 de junio de 2009, se escogió a los representantes de dicho país para la séptima legislatura del Parlamento Europeo. El número de escaños asignado a Países Bajos pasó de 27 a 26 (hasta diciembre de 2011 25).

## Resultados
| Datos de participación | Datos de participación | Datos de participación |
| ---------------------- | ---------------------- | ---------------------- |
| Censo electoral        | 12.445.497             | 100%                   |
| Votantes               | 4.573.743              | 36,8                   |
| Abstención             | 7.871.754              | 63,3                   |
| A candidatura          | 4.553.864              | 99,6                   |

| ← Elecciones al Parlamento Europeo de 2009 →                    |         |       |         |     |
| Partido                                                         | Votos   | %     | Escaños | +/- |
| Llamada Demócrata Cristiana (CDA)                               | 913.233 | 20,05 | 5       | -2  |
| Partido por la Libertad (PVV)                                   | 772.746 | 16,97 | 5       | /   |
| Partido del Trabajo (PvdA)                                      | 548.691 | 12,05 | 3       | -4  |
| Partido Popular por la Libertad y la Democracia (VVD)           | 518.643 | 11,39 | 3       | -1  |
| Demócratas 66 (D66)                                             | 515.422 | 11,32 | 3       | +2  |
| Izquierda Verde (GL)                                            | 404.020 | 8,87  | 3       | +1  |
| Partido Socialista (SP)                                         | 323.269 | 7,10  | 2       | 0   |
| Coalición Unión Cristiana - Partido Político Reformado (CU/SGP) | 310.540 | 6,82  | 2       | 0   |
| Partido por los Animales (PvdD)                                 | 157.735 | 3,46  | 0       | 0   |
| Europese Klokkenluiders Partij                                  | 21.448  | 0,47  | 0       | /   |
| Newropeans                                                      | 19.840  | 0,44  | 0       | /   |
| Libertas Países Bajos                                           | 14.612  | 0,32  | 0       | /   |
| Liberaal Democratische Partij                                   | 10.757  | 0,24  | 0       | /   |
| De Groenen                                                      | 8.517   | 0,19  | 0       | /   |
| Solidara                                                        | 7.533   | 0,17  | 0       | /   |
| Europa Voordelig! & Duurzaam                                    | 4.431   | 0,10  | 0       | /   |
| Partij voor Europese Politiek                                   | 2.427   | 0,05  | 0       | /   |
| Europesa Transparante                                           | /       | /     | /       | -2  |
| Total                                                           |         |       | 26      | -1  |